# Calamornis
Calamornis is een geslacht van zangvogels. Deze vogels behoren tot de familie Paradoxornithidae (diksnavelmezen). Er is één soort:
- Calamornis heudei  – Heudes diksnavelmees